# Place des Chevaliers de Malte
La piazza dei Cavalieri di Malta, ou place des Chevaliers de Malte, est une place de Rome, située dans le rione Ripa.
Sise sur le haut de la colline de l'Aventin, elle tire son nom du fait qu'elle constitue l'accès au siège de l'ordre souverain de Malte, qui se trouve à la villa du prieuré de Malte.
La place, ainsi que l'ensemble du complexe résidentiel constitué par la villa et l'église de Santa Maria del Priorato, a été conçue en 1765 par Giovan Battista Piranesi, qui a utilisé des motifs de trophées militaires mixtes pour les armoiries de l'Ordre.

## Galerie d'images

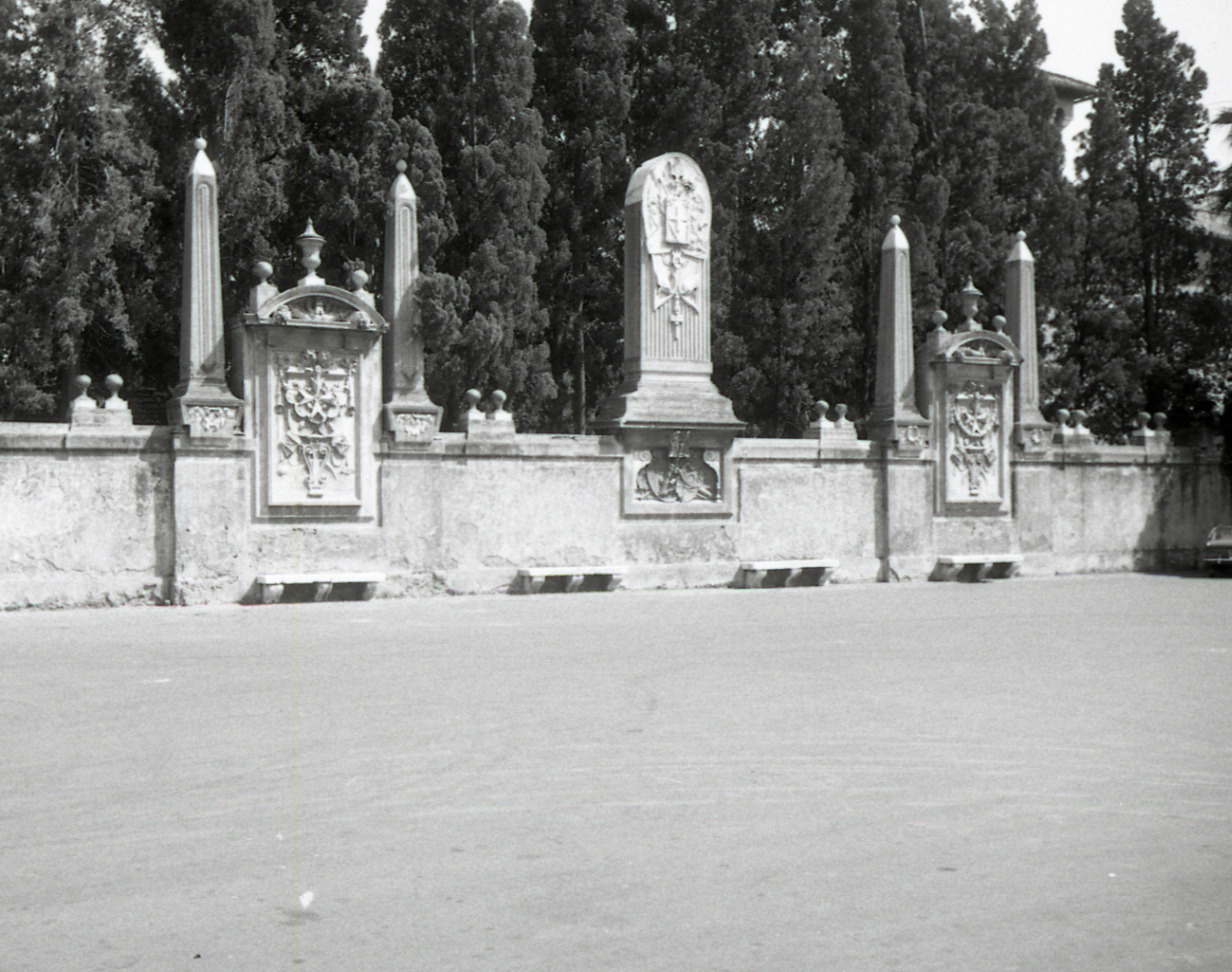
En 1968.
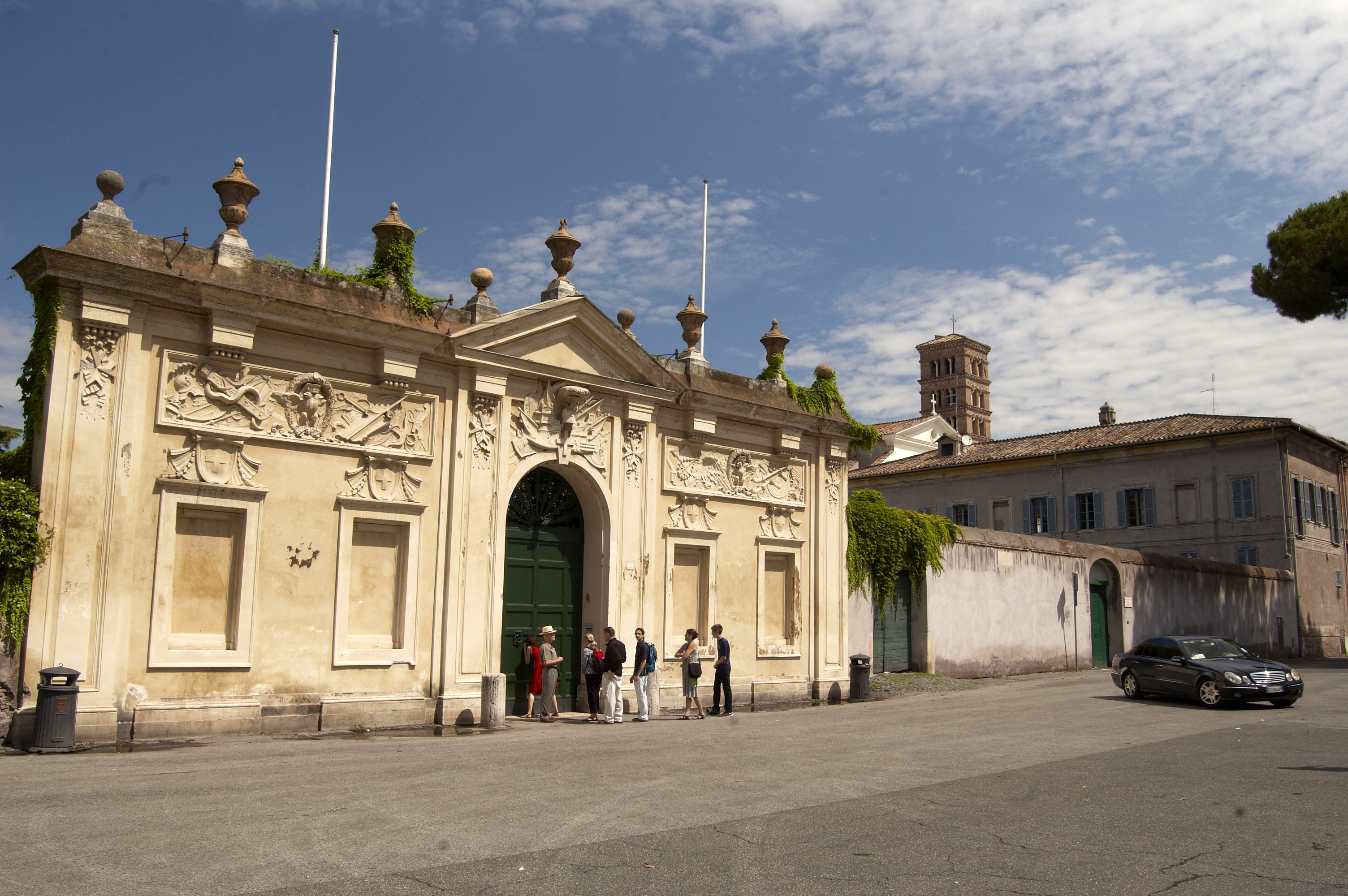
Entrée de la villa du prieuré de Malte.
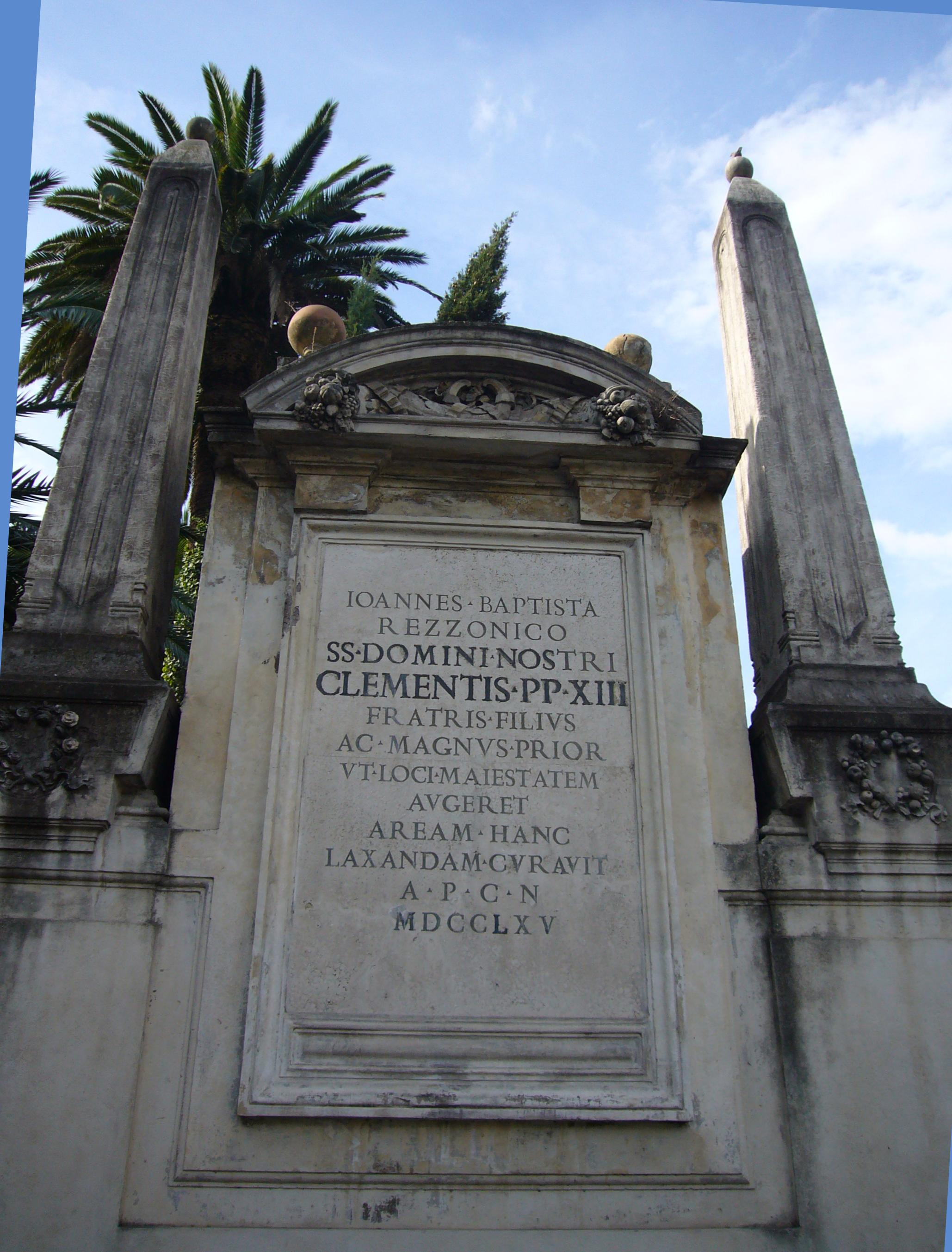
La mémoire de la rénovation de la place fixée par le Giovanni Battista Rezzonico en 1765.
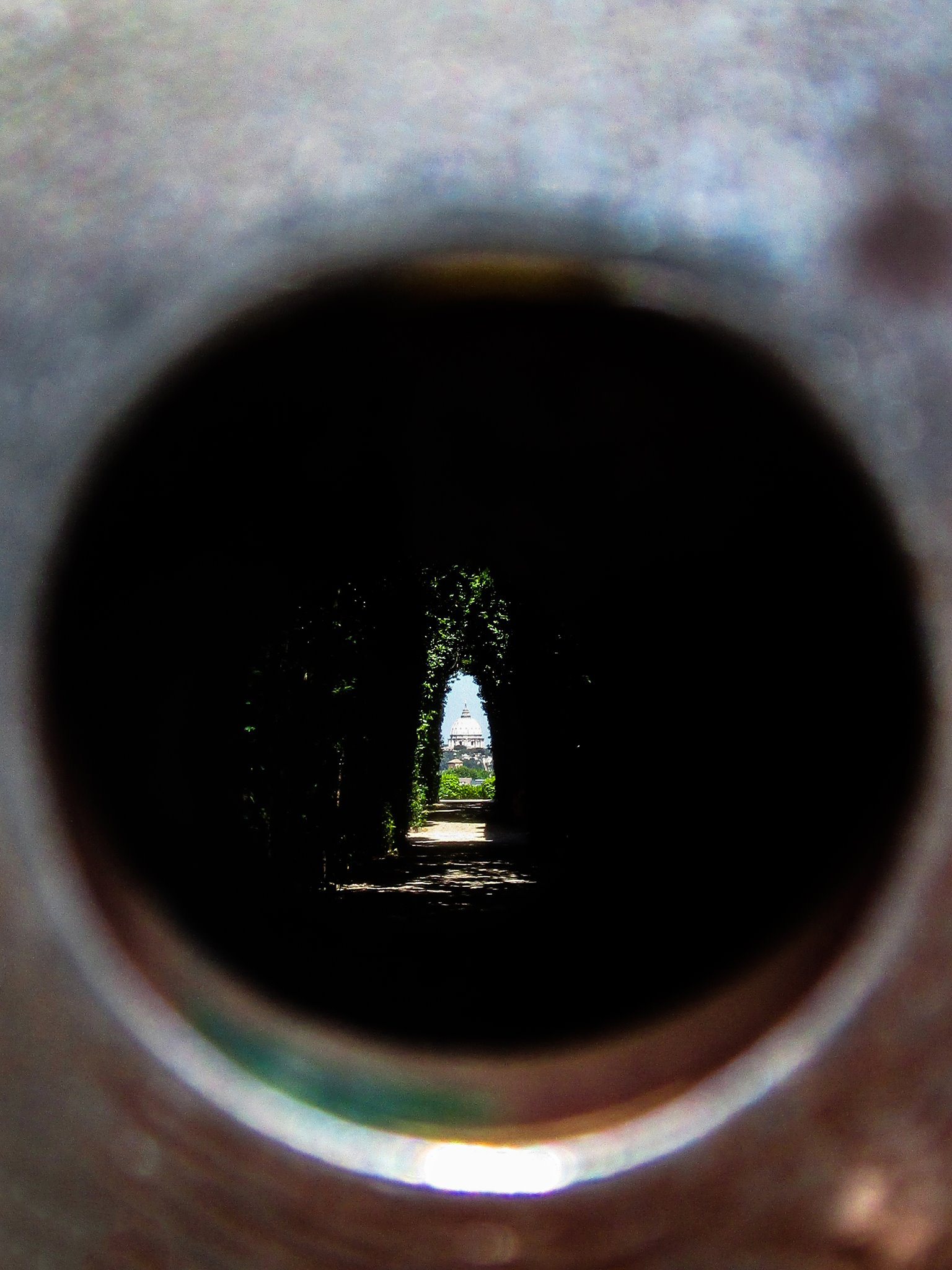
L'occhio di Roma, la serrure de la porte de la villa.
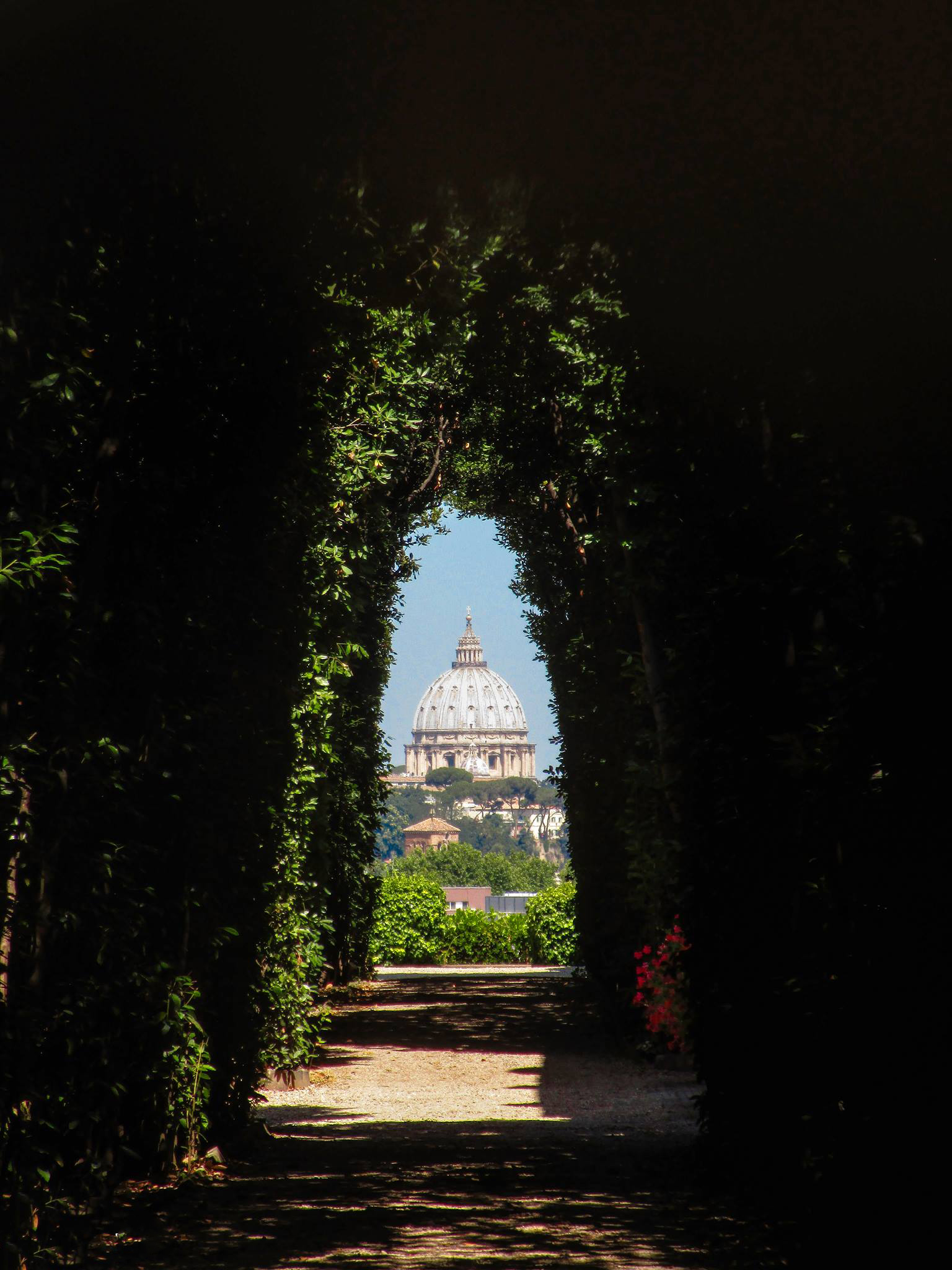
La basilique Saint-Pierre vue à travers le trou de serrure.